# Istanbul Başakşehir FK
Der İstanbul Başakşehir Futbol Kulübü (aufgrund eines Namenssponsorings offiziell Rams Başakşehir Futbol Kulübü), im deutschsprachigen Raum allgemein bekannt als Istanbul Başakşehir, ist ein türkischer Fußballverein aus dem Istanbuler Stadtteil Başakşehir. Bis zum Sommer 2014 war der Klub die Fußballabteilung des Sportvereins Istanbul Büyükşehir Belediyespor, der Betriebsmannschaft der Istanbuler Stadtverwaltung. Anschließend wurde die Fußballsparte dieses Vereins ausgegliedert, in ein unabhängiges Unternehmen umgewandelt und erhielt den aktuellen Namen. Mit der Namensänderung zog der Klub auch nach Başakşehir um und ist seitdem die Bezirksmannschaft dieses Stadtteils.

## Geschichte

Vereinswappen bis zum Sommer 2014

### Gründung
Der Verein wurde 1990 vom damaligen Bürgermeister Istanbuls Nurettin Sözen gegründet.

### Aufstieg in die Süper Lig
Mit dem Aufstieg in die Süper Lig im Jahr 2007 erlebte der noch junge Fußballverein Istanbul BB seinen bis dahin größten Erfolg in der Vereinsgeschichte. Die erste Saison in der höchsten Spielklasse des türkischen Profifußballes verlief ordentlich. So gelang es der Mannschaft von Abdullah Avcı, die drei großen Klubs aus Istanbul zu ärgern. Im Eröffnungsspiel der Saison 2007/08 kam mit Fenerbahçe Istanbul der amtierende Meister und Stadtrivale ins Atatürk-Olympiastadion. Istanbul BB besiegte Fener mit 2:0 und sorgte für die erste Überraschung der Saison.
In der Rückrunde erreichte man gegen Fenerbahçe ein Unentschieden. Beşiktaş Istanbul erging es gegen Istanbul BB nicht besser. Der Aufsteiger besiegte die Schwarz-Weißen zu Hause mit 2:1 und spielte auswärts im Inönü-Stadion unentschieden. Gegen Galatasaray Istanbul errang die Mannschaft im Ali-Sami-Yen-Stadion ein Unentschieden. In der Rückrunde jedoch musste man sich mit einer klaren 0:3-Niederlage gegen Gala geschlagen geben.
Die Spielzeit beendete die Mannschaft auf dem 12. Platz. Die Mannschaft verbesserte sich darauf stetig. In der Saison 2008/09 wurde man Neunter, eine Saison später Sechster. Die Saison 2010/11 beendete man auf dem 12. Platz und der Klub zog zum ersten Mal in der Vereinsgeschichte in das türkische Pokalfinale. Am 17. November 2011 verließ der Chef-Trainer Abdullah Avcı den Verein. Er wurde Trainer der Türkei.

### Entwicklungen der letzten Jahre

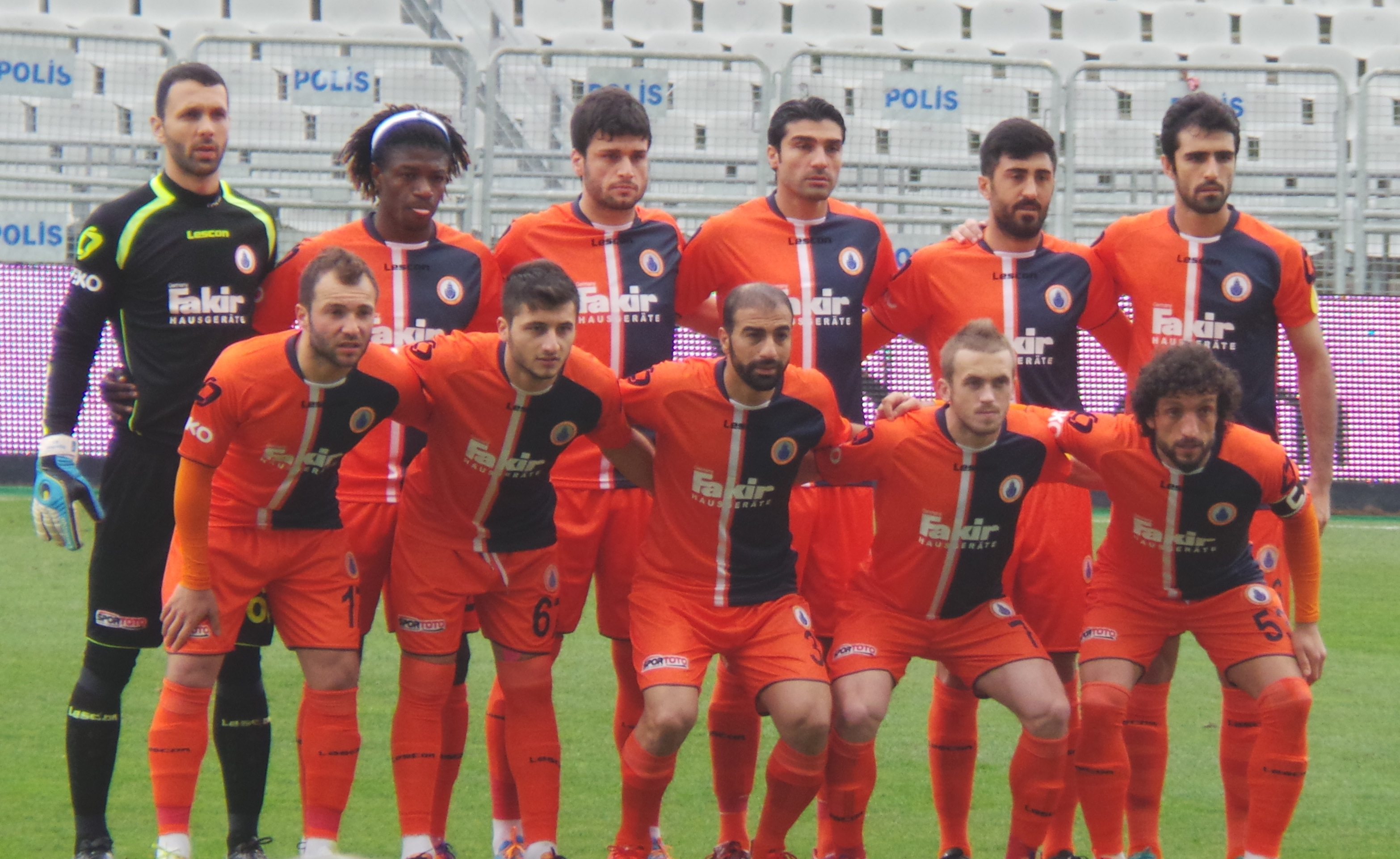
İstanbul BB vor der Partie gegen Manisaspor in der Saison 2013/14

Am Ende der Saison 2012/13 belegte Istanbul BB den 16. Platz und stieg nach sechsjähriger Erstligateilnahme wieder in die TFF 1. Lig ab. In der 2. Liga setzte sich der Verein in der Saison 2013/14 unter der Leitung des Cheftrainers Cihat Arslan relativ früh an der Tabellenspitze fest und beendete die Saison als Herbstmeister. Am 36. Spieltag, zwei Spieltage vor Saisonende, sicherte sich Istanbul BB durch einen 4:0-Auswärtssieg gegen Şanlıurfaspor die Meisterschaft der Liga und damit den direkten Wiederaufstieg in die Süper Lig. In der Folgesaison konnte man mit dem vierten Tabellenplatz einen Vereinsrekord aufstellen. Der Verein hatte damit erstmals die Möglichkeit, sich für die UEFA Europa League zu qualifizieren, scheiterte aber gesamt mit 1:4 an AZ Alkmaar.
Der Klub unterschrieb im Januar 2015 mit der Krankenhauskette Medipol einen Name-Sponsoring-Vertrag über eineinhalb Jahre. Danach trug der Klub für die Vertragsdauer von vier Jahren den Firmennamen in seinem Vereinsnamen und hieß demzufolge Medipol Başakşehir Futbol Kulübü.
Die Saison 2015/16 beendete der Istanbuler Verein ebenfalls auf dem vierten Platz. Erneut wollte die Qualifikation zur Europa League jedoch nicht gelingen. Nachdem man durch die Auswärtstorregel gegen den HNK Rijeka die Playoff-Runde erreichte, scheiterte man dort gesamt mit 1:4 an Schachtar Donezk.
In der anschließenden Saison 2016/17 schaffte Başakşehir sowohl in der Meisterschaft als auch im Pokal jeweils den 2. Platz. Das Cup-Finale ging hierbei im Elfmeterschießen gegen Konyaspor verloren. Der Klub durfte daher an der Qualifikation zur UEFA Champions League teilnehmen. Nachdem man sich dabei gegen den FC Brügge gesamt mit 5:3 durchsetzte, unterlag man in der Playoff-Runde dem FC Sevilla gesamt mit 3:4. Dennoch durfte Başakşehir zumindest in der Gruppenphase der Europa League – die erste Endrunden-Teilnahme der Vereinsgeschichte – mitspielen. Der Klub wurde der Gruppe C zugelost, wo man auf Sporting Braga, Ludogorez Rasgrad und die TSG Hoffenheim traf. In den ersten vier Gruppenspielen blieb Başakşehir ohne Sieg, gewann aber zumindest noch die letzten beiden Partien, was am Ende jedoch nur für Platz 3 reichte und damit das vorzeitige Aus besiegelt war.
In der Süper Lig 2017/18 erreichte Başakşehir ebenso wie Lokalrivale Fenerbahçe 72 Punkte, wurde jedoch aufgrund der schlechteren Tordifferenz Dritter. In der Europa-League-Qualifikation verlor man mit 0:1 gegen den FC Burnley. In der anschließenden Spielzeit 2018/19 kam es am vorletzten Spieltag zum Lokalderby um die Meisterschaft gegen Galatasaray. Dieses Derby ging jedoch mit 1:2 verloren, womit Başakşehir erneut Vizemeister wurde. Der Klub ergriff daraufhin erneut nicht die Initiative, um sich für die Champions League zu qualifizieren, und verlor gesamt mit 0:3 gegen Olympiakos Piräus.
Nichtsdestotrotz sollte die Saison 2019/20 die bisher erfolgreichste der Vereinsgeschichte werden. Başakşehir wurde in der Europa League zusammen mit der AS Rom, Borussia Mönchengladbach und dem Wolfsberger AC der Gruppe J zugelost. Zur großen Überraschung erreichte der Istanbuler Verein den ersten Platz und qualifizierte sich damit für die Zwischenrunde. Gegen Sporting Lissabon setzte es im Hinspiel eine 1:3-Niederlage, das Rückspiel in der Türkei endete durch einen späten Treffer ebenfalls mit 3:1. Für dieses Tor sowie für den späteren Elfmeter zum 4:1-Siegtreffer in der 119. Minute war Edin Višća verantwortlich, der schlussendlich auch zum Spieler des Spiels ernannt wurde. Nachdem man im Achtelfinal-Hinspiel den FC Kopenhagen mit 1:0 schlug, wurde der Spielbetrieb aufgrund der COVID-19-Pandemie unterbrochen. Das Rückspiel im Parken fand daher erst im August statt, jedoch verlor Başakşehir diese Partie mit 0:3 und schied damit aus.
Der wesentlich bedeutendere Erfolg für den Verein wurde am 19. Juli 2020 vollbracht. Mit einem knappen 1:0-Heimerfolg gegen Kayserispor sicherte Başakşehir in der Liga den ersten Platz ab und wurde damit erstmals türkischer Meister. Dieser Meistertitel berechtigte damit gleichzeitig die erstmalige Teilnahme des Vereins an der Champions League. In Gruppe H traf man auf Paris Saint-Germain, RB Leipzig und Manchester United. Abgesehen von einem 2:1-Achtungserfolg gegen den englischen Rekordmeister konnte Başakşehir in dieser schwierigen Gruppe jedoch keine weiteren Erfolge feiern und wurde schlussendlich Letzter. Während man mit einem 2:1-Auswärtssieg über Fenerbahçe immerhin das Pokal-Halbfinale (2:3-Niederlage gegen Beşiktaş) erreichen konnte, lief es in der Liga jedoch nicht ansatzweise wie in den Spielzeiten zuvor. Başakşehir wurde nur Zwölfter und verlor insgesamt 16 Ligaspiele. So viele verlor man zuletzt in der Abstiegssaison 2012/13.
In weiterer Folge gehörte Başakşehir wieder konstant den Top 5 an, konnte seit dem Meistertitel jedoch nicht mehr mit größerem Einfluss in die Dominanz der größeren Lokalrivalen sowie auch Trabzonspor – Meister der Saison 2021/22 – eingreifen. Nach dem zwölften Platz aus der Vorsaison erreichte Başakşehir den vierten Platz und nahm damit erstmals an der Qualifikation zur UEFA Europa Conference League teil. Nach Siegen über Maccabi Netanja (1:1 h; 1:0 a), Breiðablik Kópavogur (3:1 a; 3:0 h) und Royal Antwerpen (1:1 h; 3:1 a) erreichte der Klub die Gruppenphase des Wettbewerbs. In Gruppe A mit der AC Fiorentina, dem FC Hearts und dem FK RFS konnte knapp der Gruppensieg eingefahren werden, wobei der Istanbuler Klub gegenüber dem punktgleichen Verein aus Florenz die bessere Tordifferenz vorweisen konnte. Gegen den KAA Gent unterlag Başakşehir jedoch nach einem 1:1 im Hinspiel der Zwischenrunde mit 1:4 im Rückspiel. Nach einem 1:0-Hinspielsieg über Ankaragücü, auf das im Rückspiel ein 2:2 folgte, erreichte der Klub zum dritten Mal das Finale des türkischen Pokals. Gegen den Lokalrivalen Galatasaray setzte man sich bereits im Viertelfinale knapp mit 3:2 durch, im Finale kam es zu einem weiteren Lokalderby, diesmal gegen Fenerbahçe. Başakşehir unterlag jedoch mit 0:2 und verpasste damit erneut den ersten Pokalsieg der Vereinsgeschichte. Die Liga beendete man als Fünftplatzierter.
In der Saison 2023/24 erreichte Başakşehir den vierten Platz und fixierte damit die Teilnahme an der Qualifikation zur UEFA Conference League 2024/25.

## Verbindung zu Recep Tayyip Erdoğan
Der Club ist eng mit dem türkischen Präsidenten Recep Tayyip Erdoğan und dessen Partei AKP verbunden. Erdoğan ist laut eigener Aussage an der Gründung des Vereins beteiligt gewesen. Vereinspräsident Göksel Gümüşdağ ist ein angeheirateter Verwandter der Familie Erdoğans. Der Haupt- und Namenssponsor Medipol wird zudem von Erdoğans Gesundheitsminister und Vertrauten Fahrettin Koca geführt. Die Rückennummer „12“ wird außerdem nicht mehr vergeben, da Erdogan diese beim Eröffnungsspiel des Stadions trug. Kritiker dieser Verbindungen nennen den Verein daher „FC Erdoğan“.

## Stadion
Seit seiner Gründung trug der Verein seine Heimspiele in diversen Istanbuler Stadien wie Çetin-Emeç-Stadion und Maltepe Stadion aus. Mit dem Erstligaaufstieg zum Sommer 2007 begann der Klub, seine Heimspiele im Atatürk-Olympiastadion zu bestreiten.
Nachdem der Verein zur Saison 2014/15 den direkten Wiederaufstieg in die Süper Lig erreichte, anschließend seinen Namen in Istanbul Başakşehir FK änderte und in den Istanbuler Stadtteil Başakşehir zog, begann er die im Sommer 2014 fertiggestellte Başakşehir Fatih Terim Stadı mit 17.319 Plätzen als neue Heimstätte zu nutzen.

## Kader Saison 2024/25
| Nr. |                | Position | Name              |
| --- | -------------- | -------- | ----------------- |
| 1   | Turkei         | TW       | Volkan Babacan    |
| 16  | Turkei         | TW       | Muhammed Şengezer |
| 78  | Turkei         | TW       | Yusuf Yılmaz      |
| 98  | Turkei         | TW       | Deniz Dilmen      |
| 3   | Ghana          | AB       | Jerome Opoku      |
| 5   | Brasilien      | AB       | Léo Duarte        |
| 6   | Brasilien      | AB       | Lucas Lima        |
| 15  | Turkei         | AB       | Hamza Güreler     |
| 21  | Elfenbeinküste | AB       | Christopher Operi |
| 27  | Senegal        | AB       | Ousseynou Ba      |
| 35  | Turkei         | AB       | Halit Emre Acun   |
| 36  | Irland         | AB       | Festy Ebosele     |
| 42  | Turkei         | AB       | Ömer Ali Şahiner  |
| 2   | Turkei         | MF       | Berat Özdemir     |
| 4   | Turkei         | MF       | Onur Ergün        |

| Nr. |                | Position | Name             |
| --- | -------------- | -------- | ---------------- |
| 7   | Turkei         | MF       | Serdar Gürler    |
| 8   | Kamerun        | MF       | Olivier Kemen    |
| 13  | Portugal       | MF       | Miguel Crespo    |
| 17  | Turkei         | MF       | Ömer Beyaz       |
| 18  | Polen          | MF       | Patryk Szysz     |
| 20  | Turkei         | MF       | Umut Güneş       |
| 23  | Turkei         | MF       | Deniz Türüç      |
| 26  | Turkei         | MF       | Yusuf Sarı       |
| 77  | Kroatien       | MF       | Ivan Brnić       |
| 80  | Elfenbeinküste | MF       | Abdoulaye Yoro   |
| 9   | Polen          | ST       | Krzysztof Piątek |
| 17  | Senegal        | ST       | Philippe Keny    |
| 22  | Portugal       | ST       | Matchoi Djaló    |
| 25  | Malaysia       | ST       | João Figueiredo  |

Letzte Aktualisierung: 21. März 2025

## Erfolge
- Süper Lig:
  - 2. Platz 2016/17
  - 3. Platz 2017/18
  - 2. Platz 2018/19
  - Meisterschaft 2019/20

- TFF 1. Lig:
  - Meisterschaft 2013/14
  - Vizemeisterschaft 2006/07
  - Aufstieg in die Süper Lig 2006/07, 2013/14

- Türkischer Fußballpokal:
  - Finale 2010/11 (3:4 i. E. [2:2 n. V.] gegen Beşiktaş Istanbul)
  - Finale 2016/17 (1:4 i. E. [0:0 n. V.] gegen Konyaspor)
  - Finale 2022/23 (0:2 gegen Fenerbahçe)

## Ligazugehörigkeit
- 1. Liga: 2007–2013, seit 2014
- 2. Liga: 1993–1994, 1996–2007, 2013–2014
- 3. Liga: 1991–1993, 1994–1996

## Rekordspieler
| Rang                     | Name               | Einsätze | Zeitraum  |
| ------------------------ | ------------------ | -------- | --------- |
| 01.                      | Mahmut Tekdemir    | 388      | 2007–0000 |
| 02.                      | Edin Višća         | 307      | 2011–2021 |
| 03.                      | Volkan Babacan     | 220      | 2014–0000 |
| 04.                      | Alexandru Epureanu | 214      | 2014–2023 |
| 05.                      | Ekrem Ekşioğlu     | 159      | 2007–2013 |
| 06.                      | Júnior Caiçara     | 158      | 2017–2023 |
| 07.                      | Márcio Mossoró     | 150      | 2014–2019 |
| 08.                      | Efe İnanç          | 143      | 2007–2013 |
| 09.                      | Berkay Özcan       | 135      | 2019–0000 |
| 09.                      | Doka Madureira     | 130      | 2011–2017 |
| 010.                     | Samuel Holmén      | 113      | 2010–2017 |
| Stand: 13. Dezember 2023 |                    |          |           |

| Rang                     | Name               | Tore | Einsätze | Tore/Spiel |
| ------------------------ | ------------------ | ---- | -------- | ---------- |
| 01.                      | Edin Višća         | 71   | 255      | 0,27       |
| 02.                      | Doka Madureira     | 25   | 130      | 0,19       |
| 03.                      | İbrahim Akın       | 24   | 94       | 0,26       |
| 04.                      | Emmanuel Adebayor  | 24   | 60       | 0,42       |
| 05.                      | Pierre Webó        | 22   | 48       | 0,46       |
| 05.                      | Samuel Holmén      | 22   | 113      | 0,19       |
| 6.0                      | Mehmet Batdal      | 18   | 73       | 0,25       |
| 6.0                      | Márcio Mossoró     | 18   | 150      | 0,13       |
| 09.                      | Hervé Tum          | 16   | 44       | 0,36       |
| 09.                      | İskender Alın      | 16   | 64       | 0,25       |
| 11.                      | Alexandru Epureanu | 13   | 151      | 0,12       |
| Stand: 23. Dezember 2022 |                    |      |          |            |

## Bekannte ehemalige Spieler
- İbrahim Akın
- İskender Alın
- Can Arat
- Cihat Arslan
- Necati Ateş
- Yalçın Ayhan
- Turgay Bahadır
- Okan Buruk 4
- Ekrem Ekşioğlu
- Sertan Eser
- Metin Depe
- Bahaddin Güneş
- Ali Güzeldal
- Cihan Haspolatlı
- Filip Hološko
- Samuel Holmén
- Efe İnanç
- Gökhan Kaba
- İlyas Kahraman
- Erman Kılıç
- Mert Korkmaz
- Marcin Kuś
- Tevfik Köse
- Adriano Nascimento
- Murat Ocak 3, 4
- Mesut Özil
- Sezer Öztürk
- Tayfun Pektürk
- İlhan Şahin
- Mustafa Sarp
- Semih Şentürk
- Gökhan Süzen
- Orhan Taşdelen
- Razundara Tjikuzu
- Hervé Tum
- Fazlı Ulusal
- Gökhan Ünal
- Orkun Uşak
- Marcus Vinícius
- Pierre Webó
- Aydın Yılmaz
- Simon Zenke

## Ehemalige Trainer (Auswahl)
- Cihat Erbil (November 1994 – Mai 1995)
- Turhan Özyazanlar (Juli 1995 – Mai 1996)
- Fahrettin Genç (Juni 1996 – Mai 2000)
- Ali Osman Renklibay (Juni 2000 – Mai 2002)
- Kadir Özcan (August 2002 – November 2002)
- Ekrem Al (November 2002 – Mai 2003)
- Ali Osman Renklibay (Juni 2003 – Mai 2004)
- Uğur Tütüneker (Juni 2004 – Mai 2005)
- Hüsnü Özkara (Juni 2005 – August 2006)
- Abdullah Avcı (August 2006 – November 2011)
- Arif Erdem (November 2011 – Mai 2012)
- Carlos Carvalhal (August 2012 – November 2012)
- Bülent Korkmaz (November 2012 – Mai 2013)
- Cihat Arslan (August 2013 – Mai 2014)
- Abdullah Avcı (Juni 2014 – Mai 2019)
- Okan Buruk (Juni 2019 – Januar 2021)